# Ayo Akinola
Ayomide Bamidele Akinola (* 20. Januar 2000 in Detroit) ist ein kanadisch-US-amerikanischer Fußballspieler.

## Karriere

### Jugend
Seine Eltern stammen aus Nigeria, er wurde in den USA geboren, seine Mutter zog mit ihm alleine weiter nach Ontario Kandada, wo sein Bruder Tom auf die Welt kam. Zeitweise war die Familie sogar obdachlos und übernachtete zu dritt im Auto oder in Obdachlosenunterkünften. Er und sein Bruder mussten die Mutter nach einem Suizidversuch ins Spital bringen. Fußball war für die beiden Brüder eine Möglichkeit der schwierigen Lebenssituation etwas zu entfliehen. In seiner Jugend spielte er zusammen mit seinem Bruder im Nachwuchs des Toronto FC. Seine Jugendgeschichte war auch Thema einer Dokumentation des The Sports Network.

### Verein
Er kam als Profi beim Toronto FC sowohl in der ersten, als auch in der zweiten Mannschaft, regelmäßig zum Einsatz. Nach eigenen Angaben hätten auch «größere europäische Clubs» an ihm Interesse gezeigt, Toronto habe ihn aber nicht ziehen lassen, sagte er 2025. Bei einem Einsatz für das kanadische Nationalteam zog er sich 2021 einen Kreuzbandriss zu. 2023 wurde er zu San José ausgeliehen, allerdings hatte er zu diesem Zeitpunkt bereits seinen Schwung verloren. Sein Vertrag in Toronto wurde 2024 aufgelöst. Im Juli 2024 wechselte er in die zweithöchste Schweizer Liga zum FC Wil. Nach einer Saison bei den Wilern, in der er in 31 Spielen zehn Tore erzielte, wurde sein Vertrag nicht verlängert. Er wechselte schließlich zum FC Vaduz.

### International
Akinola durchlief einige Juniorenauswahlen der USA, absolvierte schließlich sogar noch ein Spiel für die A-Mannschaft, ehe er noch viermal für die kanadische Auswahl spielte. Seit 2023 steht er nicht mehr in der Auswahl des Nationalteams.